# Гора Погорелицкая
Гора Погорелицкая — деревня в Пеновском районе Тверской области.

## География
Находится в западной части Тверской области на расстоянии приблизительно 29 км на запад-северо-запад по прямой от железнодорожной станции Пено на левом берегу речки Кудь.

## История
Деревня была показана на карте 1825 года. В 1859 году здесь (деревня Осташковского уезда) было учтено 5 дворов, в 1939 — 13. До 2020 года входила в Ворошиловское сельское поселение Пеновского района до их упразднения.

## Население
Численность населения: 43 человека (1859 год), 6 (русские 83 %) 2002 году, 1 в 2010.